# Whitebock-Index
Der Whitebock-Index ist ein diagnostisches EKG-Zeichen für die rechtsventrikuläre Hypertrophie (Vergrößerung) des Herzmuskels und wird anhand der Extremitätenableitungen nach Einthoven bestimmt. Das Zeichen ist relativ unsicher, kann aber als Hinweis verwendet werden. Durch einen positiven Sokolow-Lyon-Index kann der Verdacht unterstützt werden.
Der Index für die Vergrößerung des rechten Herzens wird nach folgender Formel anhand der Amplitudenhöhen in mV berechnet:
RI + SI – RIII
Ist der Wert kleiner oder gleich – 1,4 mV, so kann eine rechtsventrikuläre Hypertrophie angenommen werden.